# Jacksonia striata
Jacksonia striata är en fjärilsart som beskrevs av Collenette 1937. Jacksonia striata ingår i släktet Jacksonia och familjen tofsspinnare. Inga underarter finns listade i Catalogue of Life.